# 圣玛尔塔内华达山脉
圣玛尔塔雪山（la Sierra Nevada de Santa Marta），又名尼维乌穆克，是一个相对孤立的一座热带雪山（并非山脉），在安第斯山脉支脉哥伦比亚东部山脉的尽头处但作为山系与之并不相连，不过雪山西缘与之透过布卡拉曼加ー圣玛尔塔断层（平原）相连。主峰海拔5700米以上，距离加勒比海沿岸仅42公里，圣玛尔塔雪山是世界上最高的沿海高山。圣玛尔塔雪山面积约1.7万平方公里，作为36条河流的源头。由马格达莱纳省、塞萨尔省和瓜希拉省三省管辖。

## 名称
西班牙语中不存在指称该雪山的专名，“Sierra Nevada de Santa Marta”的意思是“圣玛尔塔（聚落）旁那雪山”，仅为一段描述，因此在哥伦比亚西班牙语中常以雪山（la Sierra Nevada）来代指该山。但“雪山”(Sierra Nevada)亦可用于别国其它雪峰。在泰罗纳遗族阿鲁阿科语中存在吾等之山（Niwi Úmuke或Niwi Úmukunu）这一专名，与“吾等之地”(Niwi Úmukin)同源(该雪峰被认为是位于世界中心的神山)。注意此处“吾等”（niwi）系排他性自称，与“咱们”（manənkaʔ）不同。

## 高度

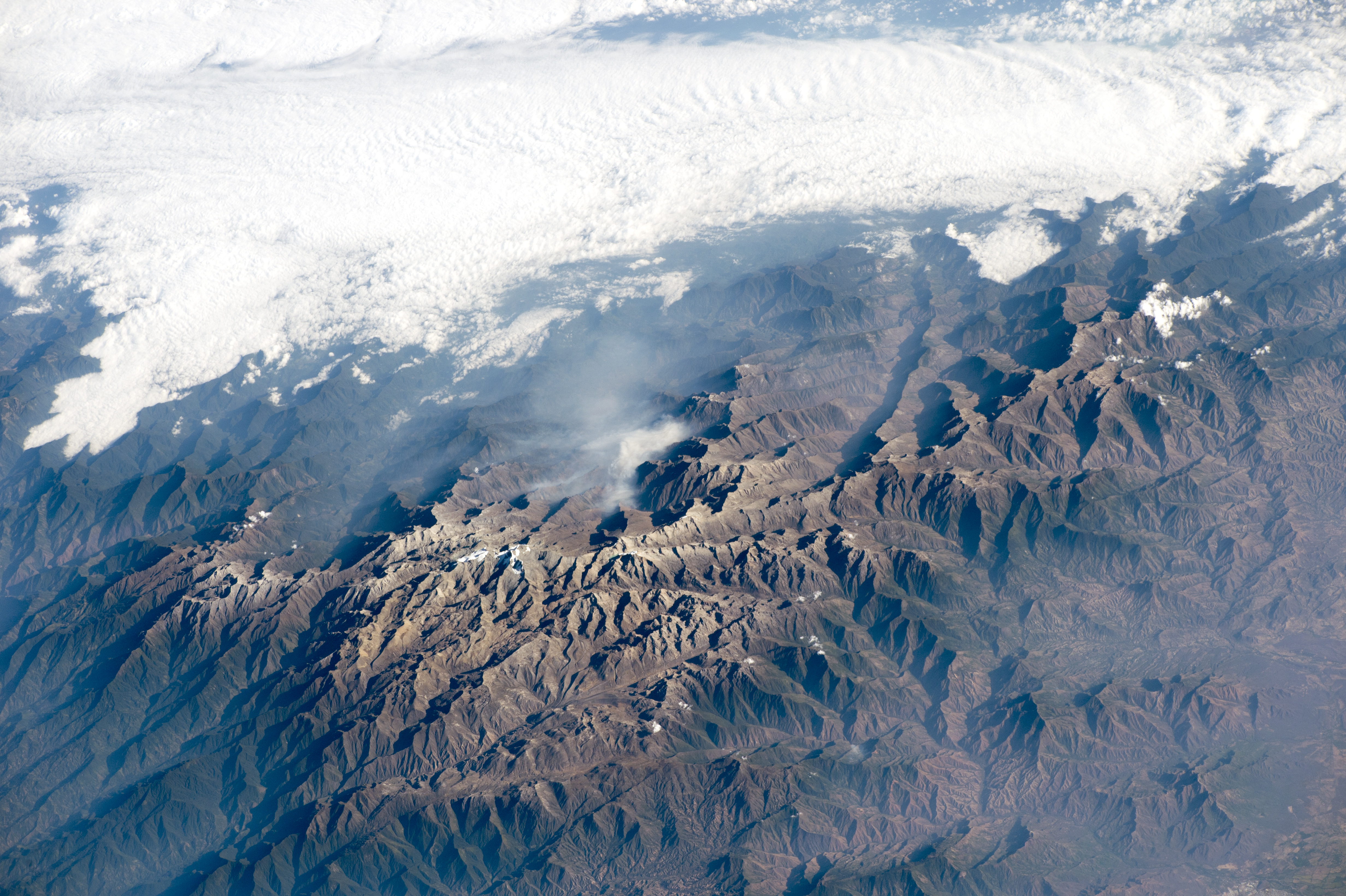
航拍大雪山

雪山主峰几乎位于其几何中心，分为几乎等高的两个山尖儿。这对儿相距不足1公里的东北ー西南姊妹峰被西班牙裔分别命名为哥伦布峰和西蒙·玻利瓦尔峰。SRTM和当地地图认为这对儿姊妹峰海拔5700米，但海拔5775米的旧测量也常常使用。这两个山尖儿之一具有五千五百米的地形突起度，是世界第五突峰，另一个则只有约两百米的突起度。在英文及西班牙语维基百科中，两个山尖儿被各自当作主峰赋予了五千五百米的地形突起度，尽管这两个主张不可能同时成立。
站在圣玛尔塔雪山的两个山顶上可与一千里外的帕拉米略山顶互望，这是地球表面可相互遥望的最远点对儿。

## 地理

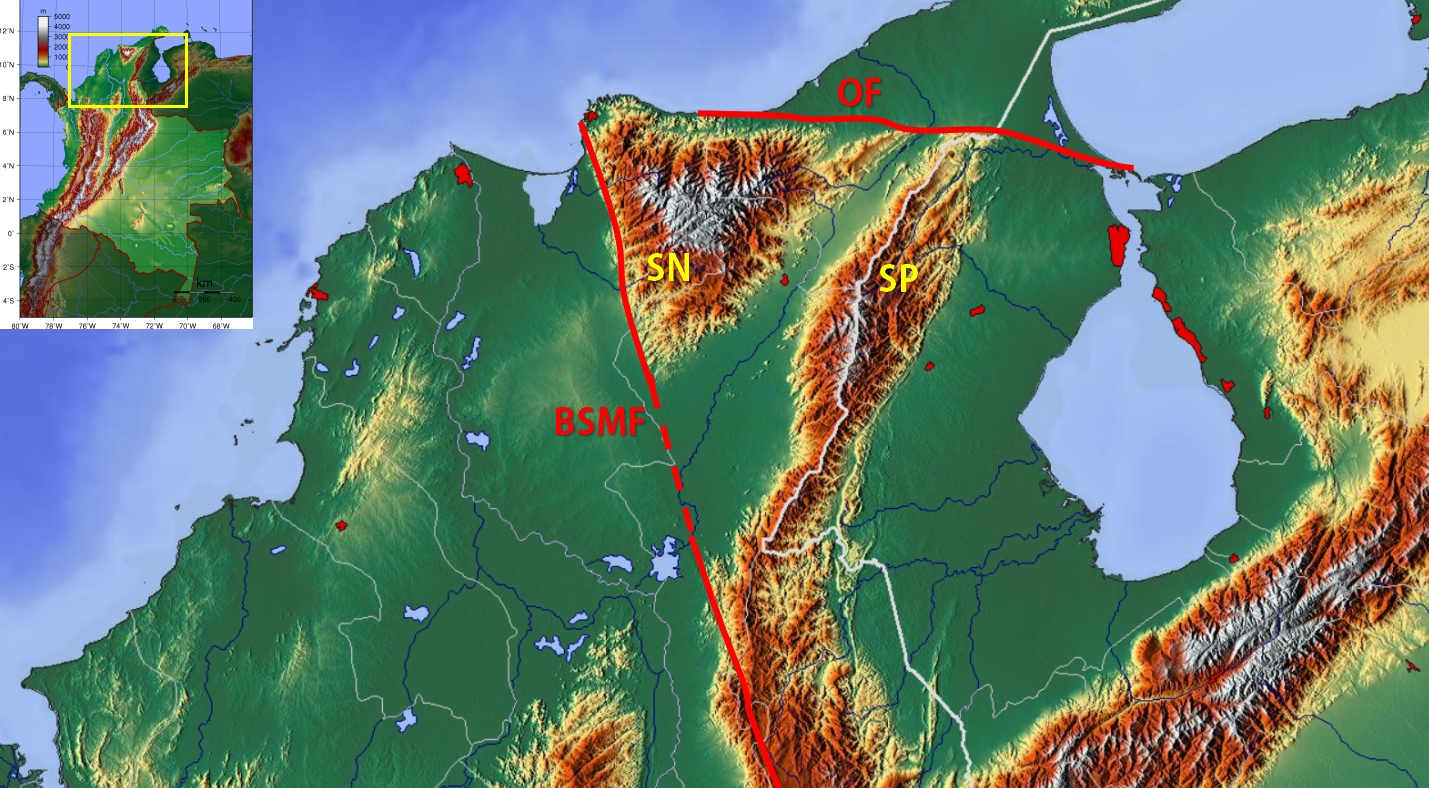
当地断层图，其中“BSMF”是布卡拉曼加ー圣玛尔塔断层，“OF”是OcaーAncón断层，“SN”是本雪山，“SP”是佩里哈山脉。

圣玛尔塔雪山由白垩系变质岩（主要是片岩和片麻岩）和第三纪的quartzdioritic构成。

## 生境

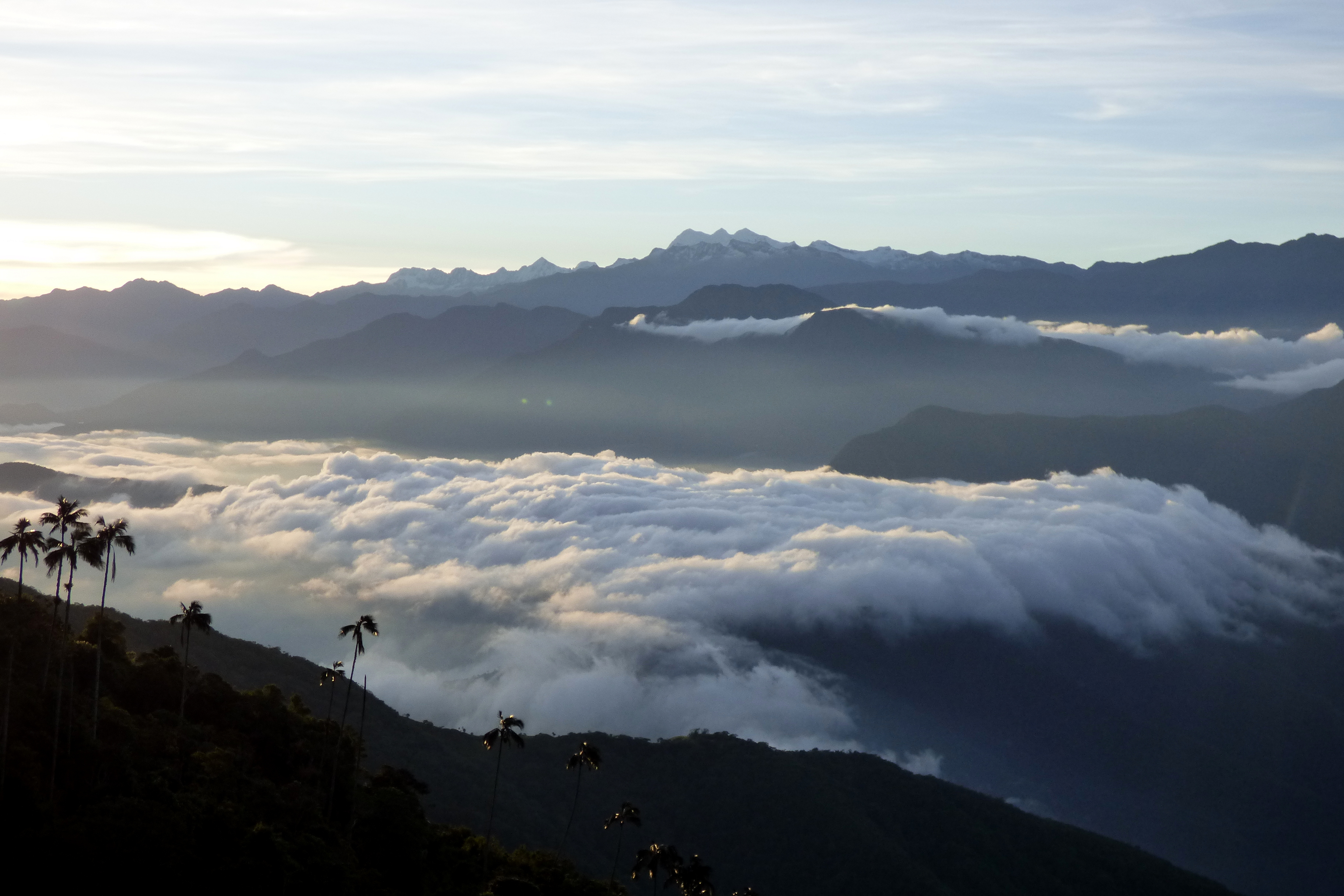
山地云林

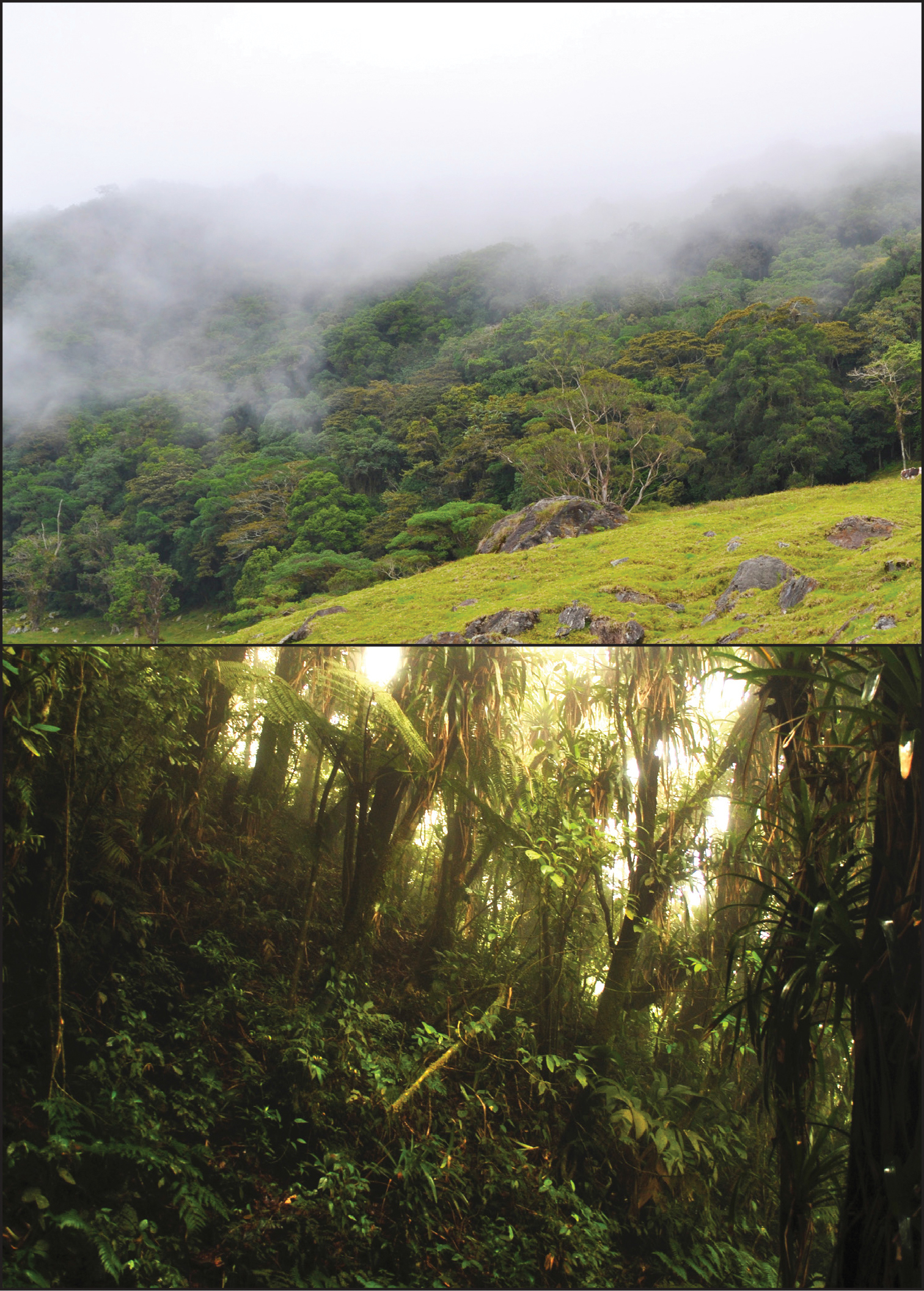
垂直生境分布对比

圣玛尔塔山地森林位于海拔500-800米以上，约3300米以下的地方。山地森林和其他低海拔旱生灌木的潮湿森林分开。山地森林有几个不同的生态区，受海拔和降水的影响。潮湿的低地森林包括迎风坡北部和西部，海拔在500至900米之间，东部和南部从海拔800至1000米之间则较为干燥。海拔900米以上的棕榈等树作为一种过渡性的植被，面积较小。1000米以上是云林，其中1000至2500米属次安蒂斯林区，2500至3300米属安蒂斯林区。3300米以上是萨利卡，在再往上则是冰原。

## 人文

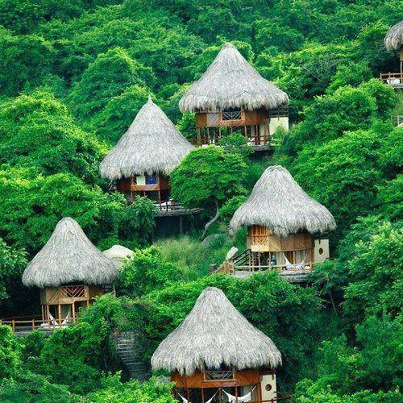
泰罗纳文明传统民居

此山周边孕育了泰罗纳文明，是迷城的所在地。泰罗纳遗族今分阿鲁阿科、卡加巴（Kágaba，或称科吉人 (Kogi)）维瓦及Kankuamo四部，山南低地还有Chimila人。随着流民的大量涌入及土地的强占，Kankuamo今已几乎完全同化入西语裔社会并彻底失去自己的语言记忆，维瓦人还有极少数人保留自己的语言，阿鲁阿科和卡加巴人仍有相当数量坚持着自己的语言、信仰和文化传承，不同的是阿鲁阿科人相对积极地维权斗争中，而卡加巴人则通过迁徙至更高海拔的山区来逃避与外界的接触并以此保存更加纯粹的文化，他们的村落大门处多挂有“非土著不得入内”的警示牌。在泰罗纳传统信仰中，他们属于哥哥，而外界的人民属于弟弟。哥哥具有维护宇宙之平衡的职责，圣玛尔塔雪山（Niwi Úmuke）作为大地（Niwi Úmukin）之心，具有神圣的地位。
今天，由于海拔900米至1600米区间的云林极适培育热带山地小果咖啡木，当地广泛发展咖啡产业，并以雪山咖啡闻名于世。大多数咖啡园归流入的西班牙混血裔农场主拥有，少部分（如ASOANEI咖啡或ANEI咖啡）由阿鲁阿科土著拥有，极少数（如澳洲的科吉咖啡Kogi Coffee）由卡加巴土著（Kaggaba）拥有的咖啡园种植。由于具有较强的油核桃香气，当地咖啡多采用深烘，与哥伦比亚大多数产区的浅烘果味咖啡相比具有完全不同的调性。